# Jewhen Zahrebelny
Jewhen Zahrebelny (ukr. Євген Загребельний, ur. 10 sierpnia 1967) – ukraiński kolarz szosowy reprezentujący też ZSRR, dwukrotny medalista mistrzostw świata.

## Kariera
Największy sukces w karierze Jewhen Zahrebelny osiągnął w 1987 roku, kiedy wspólnie z Wiktorem Klimowem, Asjatem Saitowem i Igorem Sumnikowem zdobył srebrny medal w drużynowej jeździe na czas na mistrzostwach świata w Villach. W tej samej konkurencji reprezentacja ZSRR w składzie: Jurij Manujłow, Wiktor Klimow, Jewhen Zahrebelny i Ołeh Hałkin zdobyła brązowy medal podczas rozgrywanych dwa lata później mistrzostw świata w Chambéry. Ponadto wygrał między innymi hiszpański Cinturón Ciclista Internacional a Mallorca w 1990 roku, a w 1994 roku był drugi w klasyfikacji generalnej Vuelta Ciclista del Uruguay. W 1989 roku został wicemistrzem Związku Radzieckiego, a w 1985 roku zdobył dwa srebrne medale na mistrzostwach świata juniorów. Nigdy nie wystąpił na igrzyskach olimpijskich. 